# Björkris

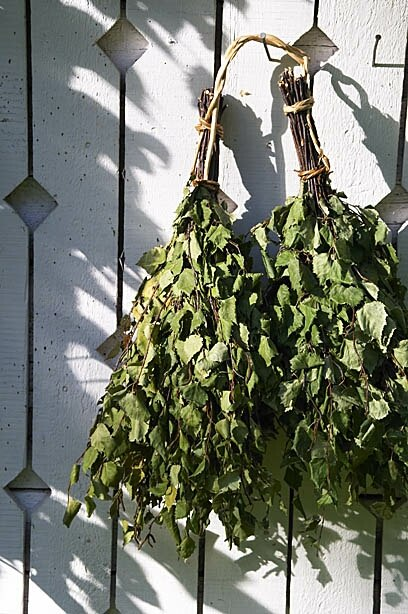
Björkris för bruk i finsk bastu.

Ett björkris består av ett antal sammanbundna kvistar från ett björkträd. Björkris har traditionellt använts i norra Europa för utsmycknad, och kvarlever i bland annat Sverige i form av påskris och fastlagsris. 
Björkris används även för kroppsliga bestraffningar och aga, de brukar då vara avlövade. I Sverige har den spelat en stor roll inom skolagan. Ofta appliceras riset på den bara stjärten, vilket leder till rodnad och ytlig sveda eller, om riset och slagstyrkan är kraftigare, till sårbildning. 
Björkris används ibland vid bastubad, i synnerhet i finländsk tradition. Dessa ris har i regel lövverket kvar, och sägs rena huden. I den samiska kåtan kan golvet vara gjort av björkris.